# Pij-hemi járás

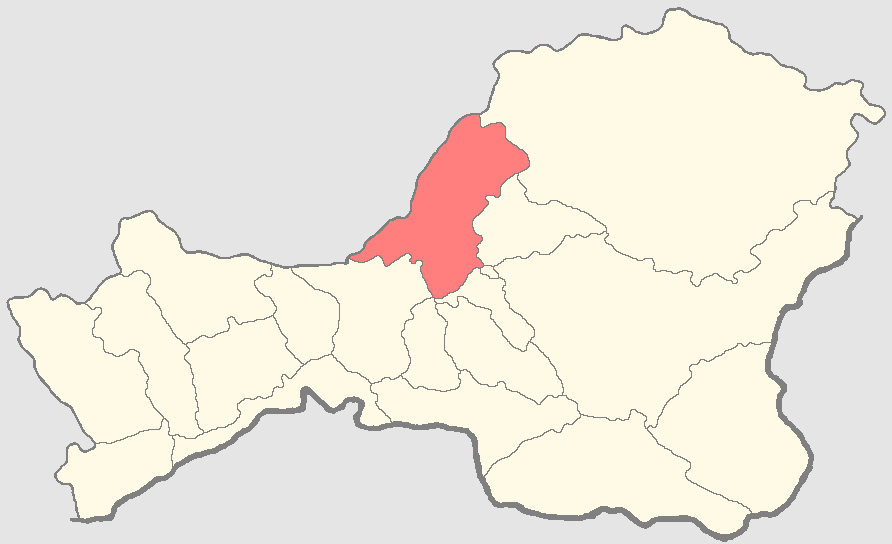
A Pij-hemi járás a Tuva Köztársaságban

A Pij-hemi járás (oroszul Пий-Хемский кожуун, tuvai nyelven Бии-Хем кожуун) Oroszország egyik járása a Tuvai Köztársaságban. Székhelye Turan.

## Népesség
- 2002-ben 11 431 lakosa volt.
- 2010-ben 10 099 lakosa volt.